# Biban european

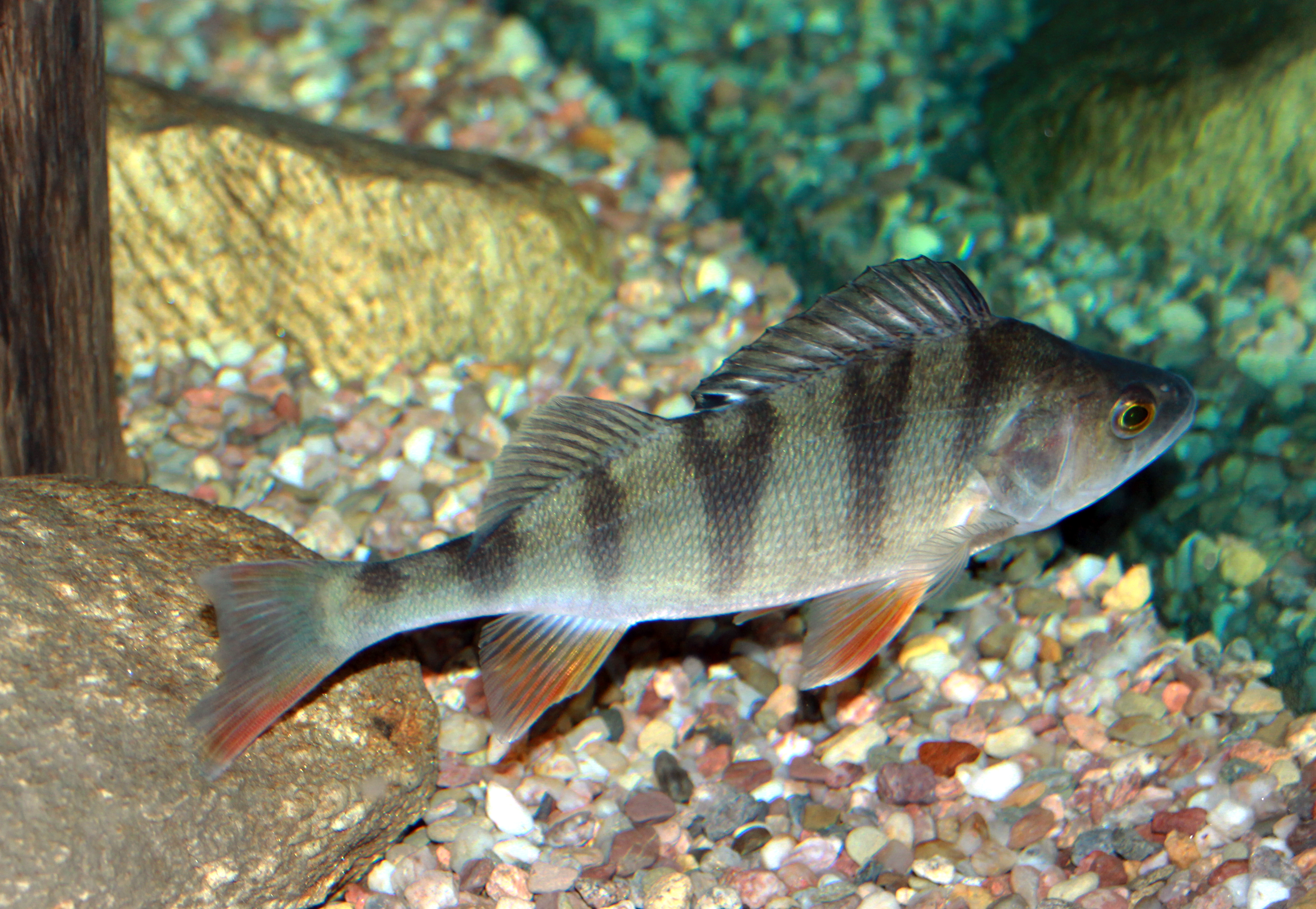
La expoziția Subaqueous Vltava, Praga

Bibanul european (Perca fluviatilis) este o specie răpitoare de bibani, ce se regăsește în Europa și Asia. În unele regiuni este numit și biban cu înotătoare roșii sau biban englez, iar numele scurt asociat este biban. Specia de biban european este foarte populară și a fost introdusă până și în Australia, Noua Zeelandă și Africa de Sud. Bibanii astfel introduși au cauzat daune majore în populația de pești ce creșteau în mod natural Australiei.
Bibanii europeni sunt verzui, cu înotătoarele pelvice, anale și caudale roșii. Aceștia posedă între 5 și 9 dungi verticale de culoare închisă pe laterale.
Mărimea bibanilor europeni variază în funcție de diferitele locații; cei din Australia sunt mult mai mari decât cei originari din Europa. Aceștia pot atinge vârsta de 22 de ani, cei bătrâni fiind mult mai mari decât media; valorile maxime înregistrate sunt de 60 cm lungime și 10,4 kg în Australasia, aproape 3 kg în Regatul Unit.
Depunerea icrelor are loc la sfârșitul lunii aprilie și la începutul luniii mai, printre alge sau crengi imerse.

## Relația cu bibanii galbeni
Datorită asemenării și capacității de inter-împerechere, bibanul galben a fost clasificat uneori ca subspecie a bibanului european, caz în care numele său trinomial ar fi Perca fluviatilis flavescens.

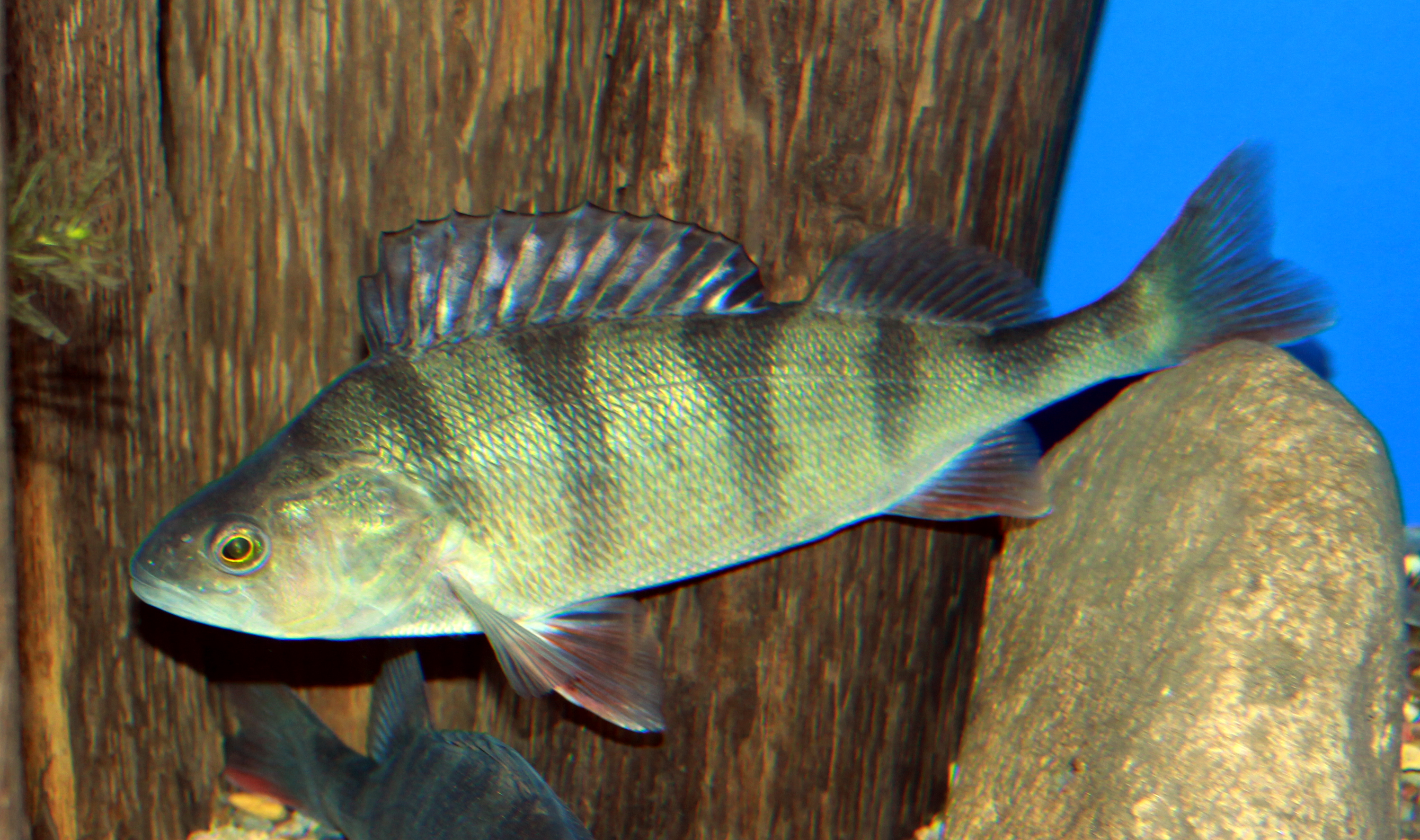
La expoziția Subaqueous Vltava, Praga